# بیرمنگام (شهرستان هانتینگدون، پنسیلوانیا)
بیرمنگام (به انگلیسی: Birmingham) یک منطقهٔ مسکونی در ایالات متحده آمریکا است که در شهرستان هانتینگدان، پنسیلوانیا واقع شده‌است. بیرمنگام ۰٫۱۶ کیلومتر مربع مساحت و ۸۹ نفر جمعیت دارد و ۳۱۰٫۹ متر بالاتر از سطح دریا واقع شده‌است.